# Episodi di Inga Lindström

## Prima stagione
La prima stagione della serie televisiva Inga Lindström, formata da 4 episodi, è stata trasmessa su ZDF dal 25 gennaio al 31 ottobre 2004. In Italia sono stati trasmessi su Canale 5 i primi due episodi nell'ottobre 2007, mentre gli ultimi due ad agosto 2008. Tutti i film sono stati replicati più volte anche su altri canali del gruppo mediaset come Cine Sony e La 5
| nº | Titolo originale         | Titolo italiano        | Prima TV (originale) | Prima TV (Italia) |
| -- | ------------------------ | ---------------------- | -------------------- | ----------------- |
| 1  | Sehnsucht nach Marielund | Nostalgia di casa      | 25 gennaio 2004      | 26 ottobre 2007   |
| 2  | Begegnung am Meer        | Ritorno al passato     | 8 febbraio 2004      | 19 ottobre 2007   |
| 3  | Wind über den Schären    | L'aquilone             | 7 marzo 2004         | 26 agosto 2008    |
| 4  | Die Farm am Mälarsee     | Sulla via del tramonto | 31 ottobre 2004      | 5 agosto 2008     |

### Sulla via del tramonto
- Diretto da: Karola Meeder
- Interpreti principali: Florentine Lahme (Eva Winklund), Luise Bähr (Britta), Andreas Herder (Gustav), Hardy Krüger Jr. (David), Katja Woywood (Monica)
- Durata: 90'

Eva lavora come designer a Stoccolma, ma quando la sua amica Britta rimane incinta decide trasferirsi temporaneamente nel piccolo villaggio di Barkhult per aiutarla. Eva si trova a gestire la fattoria dell'amica occupandosi del commercio della lana, e dei vari problemi. La aiuta nel compito il giovane David, che per questo ha dovuto rimandare la sua partenza a Chicago per raggiungere la sua fidanzata Monica. Fra Eva e David inizia a nascere un sentimento d'amore.

## Seconda stagione
La seconda stagione della serie televisiva Inga Lindström, formata da 6 episodi, è stata trasmessa su ZDF dal 23 Gennaio all' 11 Dicembre 2005.
| nº | Titolo originale      | Titolo italiano       | Prima TV (originale) | Prima TV (Italia) |
| -- | --------------------- | --------------------- | -------------------- | ----------------- |
| 5  | Inselsommer           | Estate sull'isola     | 23 gennaio 2005      | 11 agosto 2009    |
| 6  | Entscheidung am Fluss | Il lupo solitario     | 27 febbraio 2005     | 18 agosto 2009    |
| 7  | Mittsommerliebe       | Amore di mezza estate | 3 aprile 2005        | 6 luglio 2010     |
| 8  | Der Weg zu dir        | Ombre dal passato     | 1º maggio 2005       | 12 agosto 2008    |
| 9  | Sprung ins Glück      | Un’accusa infamante   | 13 novembre 2005     | 19 agosto 2008    |
| 10 | Im Sommerhaus         | Sonata romantica      | 11 dicembre 2005     | 7 luglio 2009     |

## Terza stagione
La terza stagione della serie televisiva Inga Lindström, formata da 5 episodi, è stata trasmessa su ZDF dal 15 Gennaio all' 26 Novembre 2006.
| nº | Titolo originale            | Titolo italiano         | Prima TV (originale) | Prima TV (Italia) |
| -- | --------------------------- | ----------------------- | -------------------- | ----------------- |
| 11 | Das Geheimnis von Svenaholm | Il segreto di Svenaholm | 15 gennaio 2006      | 14 luglio 2009    |
| 12 | In den Netzen der Liebe     | Nella rete dell'amore   | 26 marzo 2006        | 15 giugno 2010    |
| 13 | Auf den Spuren der Liebe    | Gli orsi di Mariafred   | 14 maggio 2006       | 25 agosto 2009    |
| 14 | Die Frau am Leuchtturm      | La signora del faro     | 10 settembre 2006    | 4 agosto 2009     |
| 15 | Wolken über Sommarholm      | Nuvole a Sommarholm     | 26 novembre 2006     | 13 luglio 2010    |

### Il segreto di Svenaholm
- Diretto da: John Delbridge
- Interpreti principali: Julia Bremermann (Lea Matsson), Patrick Rapold (Mikael Lovand), Oliver Clemens (Per Lovand), Olivia Silhavy (Johanna Lund), Gerhart Lippert (Erik Lovand), Gabriele Dossi (Gudrun Moberg), Constantin Gastmann (Pelle), Marisa Leonie Bach (Maja Larsson)

La giovane dottoressa Lea Matsson decide di trasferirsi nel paesino di Svenaholm, dove trova lavoro presso l'ambulatorio locale. Appena arrivata la donna conosce Per, attraente architetto, che subito si innamora di lei. In seguito Lea conosce anche Mikael, il fratello di Per. Attratta da entrambi i fratelli, Lea si ritrova coinvolta in un triangolo amoroso.

## Quarta stagione
La quarta stagione della serie televisiva Inga Lindström, formata da 5 episodi, è stata trasmessa su ZDF dal 7 Gennaio all' 14 Ottobre 2007.
| nº | Titolo originale            | Titolo italiano                | Prima TV (originale) | Prima TV (Italia) |
| -- | --------------------------- | ------------------------------ | -------------------- | ----------------- |
| 16 | Emma Svensson und die Liebe | Emma Svensson e l’amore        | 7 gennaio 2007       | 20 luglio 2010    |
| 17 | Sommertage am Lilja-See     | Giorni d'estate sul Lago Lilja | 18 febbraio 2007     | 30 agosto 2009    |
| 18 | Vickerby für immer          | Vickerby per sempre            | 25 marzo 2007        | 29 giugno 2010    |
| 19 | Die Pferde von Katarinaberg | I cavalli di Monte Caterina    | 30 settembre 2007    | 22 giugno 2010    |
| 20 | Ein Wochenende in Söderholm | Un weekend a Söderholm         | 14 ottobre 2007      | 7 agosto 2011     |

## Quinta stagione
La quinta stagione della serie televisiva Inga Lindström, formata da 6 episodi, è stata trasmessa su ZDF dal 3 Febbraio all' 28 Dicembre 2008.
| nº | Titolo originale          | Titolo italiano             | Prima TV (originale) | Prima TV (Italia) |
| -- | ------------------------- | --------------------------- | -------------------- | ----------------- |
| 21 | Sommer der Entscheidung   | Legami di sangue            | 3 febbraio 2008      | 17 settembre 2009 |
| 22 | Der Zauber von Sandbergen | L'incantesimo di Sandbergen | 6 aprile 2008        | 8 giugno 2010     |
| 23 | Hochzeit in Hardingsholm  | Matrimonio a Hardingsholm   | 4 maggio 2008        | 8 settembre 2009  |
| 24 | Rasmus und Johanna        | Rasmus & Johanna            | 19 ottobre 2008      | 12 luglio 2011    |
| 25 | Sommer in Norrsunda       | Un’estate a Norrsunda       | 14 dicembre 2008     | 5 luglio 2011     |
| 26 | Hannas Fest               | La festa di Hanna           | 28 dicembre 2008     | 29 giugno 2011    |

## Sesta stagione
La sesta stagione della serie televisiva Inga Lindström, formata da 5 episodi, è stata trasmessa su ZDF dal 8 Febbraio all' 27 Dicembre 2009.
| nº | Titolo originale         | Titolo italiano          | Prima TV (originale) | Prima TV (Italia) |
| -- | ------------------------ | ------------------------ | -------------------- | ----------------- |
| 27 | Der Erbe von Granlunda   | L'eredità di Granlunda   | 8 febbraio 2009      | 13 settembre 2011 |
| 28 | Wiedersehen in Eriksberg | Arrivederci ad Eriksberg | 5 aprile 2009        | 6 settembre 2011  |
| 29 | Mia und ihre Schwestern  | Mia e le sue sorelle     | 7 ottobre 2009       | 29 maggio 2012    |
| 30 | Sommermond               | Luna d'estate            | 22 novembre 2009     | 22 maggio 2012    |
| 31 | Das Herz meines Vaters   | Il cuore di mio padre    | 27 dicembre 2009     | 5 giugno 2012     |

## Settima stagione
La settima stagione della serie televisiva Inga Lindström, formata da 4 episodi, è stata trasmessa su ZDF dal 24 Gennaio all' 5 Dicembre 2010.
| nº | Titolo originale           | Titolo italiano           | Prima TV (originale) | Prima TV (Italia) |
| -- | -------------------------- | ------------------------- | -------------------- | ----------------- |
| 32 | Mein falscher Verlobter    | Il mio finto fidanzato    | 24 gennaio 2010      | 4 giugno 2013     |
| 33 | Zwei Ärzte und die Liebe   | Tango di mezza estate     | 4 aprile 2010        | 4 settembre 2012  |
| 34 | Prinzessin des Herzens     | La principessa innamorata | 26 settembre 2010    | 16 novembre 2014  |
| 35 | Millionäre küsst man nicht | Un segno del destino      | 5 dicembre 2010      | 11 luglio 2015    |

## Ottava stagione
L'ottava stagione della serie televisiva Inga Lindström, formata da 6 episodi, è stata trasmessa su ZDF dal 16 Gennaio al 4 Dicembre 2011. La serie è inedita in Italia.
| nº | Titolo originale           | Titolo italiano      | Prima TV (originale) | Prima TV (Italia) |
| -- | -------------------------- | -------------------- | -------------------- | ----------------- |
| 36 | Schatten der Vergangenheit | Un amore impossibile | 16 gennaio 2011      | 4 luglio 2015     |
| 37 | Wilde Pferde auf Hillesund | La melodia nel vento | 20 marzo 2011        | 20 aprile 2013    |
| 38 | Das dunkle Haus            | Innamorarsi ancora   | 10 aprile 2011       | 13 aprile 2013    |
| 39 | Die Hochzeit meines Mannes | Scelte affrettate    | 18 settembre 2011    | 23 agosto 2013    |
| 40 | Svens Vermächtnis          |                      | 23 ottobre 2011      |                   |
| 41 | Frederiks Schuld           |                      | 4 dicembre 2011      |                   |

## Nona stagione
La nona stagione della serie televisiva Inga Lindström, formata da 5 episodi, è stata trasmessa su ZDF dall'8 Gennaio al 30 Dicembre 2012. Tre episodi della serie sono stati trasmessi su Canale 5 a giugno e luglio 2013, e poi replicati più volte sulla stessa rete e su La 5.
| nº | Titolo originale          | Titolo italiano         | Prima TV (originale) | Prima TV (Italia) |
| -- | ------------------------- | ----------------------- | -------------------- | ----------------- |
| 42 | Sommer der Erinnerung     |                         | 8 gennaio 2012       |                   |
| 43 | Der Tag am See            | Un giorno al lago       | 1º aprile 2012       | 12 giugno 2013    |
| 44 | Vier Frauen und die Liebe | Quattro donne e l’amore | 16 settembre 2012    | 18 giugno 2013    |
| 45 | Ein Lied für Solveig      | In fuga dal passato     | 21 ottobre 2012      | 12 luglio 2013    |
| 46 | Die Sache mit der Liebe   | Il vero amore           | 30 dicembre 2012     | 5 luglio 2013     |

## Decima stagione
La decima stagione della serie televisiva Inga Lindström, formata da 5 episodi, è stata trasmessa su ZDF dal 27 gennaio al 29 dicembre 2013.
| nº | Titolo originale            | Titolo italiano         | Prima TV (originale) | Prima TV (Italia) |
| -- | --------------------------- | ----------------------- | -------------------- | ----------------- |
| 47 | Der schwarze Schwan         | Il cigno nero           | 27 gennaio 2013      | 19 luglio 2013    |
| 48 | Wer, wenn nicht Du          | La speranza in un amore | 25 agosto 2013       | 1º agosto 2015    |
| 49 | Herz aus Eis                | Cuore di ghiaccio       | 15 settembre 2013    | 27 giugno 2015    |
| 50 | Das Geheimnis von Gripsholm | Il segreto del castello | 1º dicembre 2013     | 25 luglio 2015    |
| 51 | Feuer unterm Dach           | Una scintilla d'amore   | 29 dicembre 2013     | 18 luglio 2015    |

## Undicesima stagione
La undicesima stagione della serie televisiva Inga Lindström, formata da 3 episodi, è stata trasmessa su ZDF dal 19 gennaio al 5 ottobre 2014.
| nº | Titolo originale        | Titolo italiano       | Prima TV (originale) | Prima TV (Italia) |
| -- | ----------------------- | --------------------- | -------------------- | ----------------- |
| 52 | Der Traum vom Siljansee | Il sogno di Elin      | 19 gennaio 2014      | 27 agosto 2016    |
| 53 | Sommerlund für immer    | Sommerlund per sempre | 20 aprile 2014       | 29 agosto 2017    |
| 54 | Sterne über Öland       | Ricomincio da te      | 5 ottobre 2014       | 22 agosto 2017    |

### Ricomincio da te
- Diretto da: Udo Witte
- Interpreti principali: Nina Bott (Mina Storm), Patrick Kalupa (Markus Bergen), Peter Sattmann (Per Ostersun), Peter Prager (Hanno Ostersun), Aaron Kissiov (Linus Storm), Leander Lichti (Frank Ostersun), Karin Giegerich (Birgit Gröning)

Per Ostersun è un famoso musicista che dopo il ritiro dalle scene si è trasferito sull'isola di Öland, dove trascorre una vita solitaria e triste. Suo fratello Hanno, preoccupato perché Per si sta lentamente lasciando morire, chiede a Mina, l'ex-nuora di Per, di andare a trovarlo portando con sé suo figlio Linus. Sull'isola Mina incontra lo scrittore Markus Bergen, che sta scrivendo la biografia di Per, e inizia a provare un sentimento per lui quando improvvisamente sull'isola ricompare l'ex-marito Frank che vuole riconquistarla.

## Dodicesima stagione
La dodicesima stagione della serie televisiva Inga Lindström, formata da 6 episodi, è stata trasmessa su ZDF dal 25 gennaio al 27 dicembre 2015.
| nº | Titolo originale            | Titolo italiano | Prima TV (originale) | Prima TV (Italia) |
| -- | --------------------------- | --------------- | -------------------- | ----------------- |
| 55 | In deinem Leben             | Nella tua vita  | 25 gennaio 2015      | 9 giugno 2020     |
| 56 | Die zweite Chance           | Second Chance   | marzo 2015           | 18 luglio 2017    |
| 57 | Die Kinder meiner Schwester | Eredità contesa | 3 maggio 2015        | 28 agosto 2018    |
| 58 | Süße Leidenschaft           |                 | 27 settembre 2015    |                   |
| 59 | Liebe Deinen Nächsten       |                 | 29 novembre 2015     |                   |
| 60 | Leg dich nicht mit Lilli an |                 | 27 dicembre 2015     |                   |

## Tredicesima stagione
La tredicesima stagione della serie televisiva Inga Lindström, formata da 6 episodi, è stata trasmessa su ZDF dal 17 gennaio al 4 dicembre 2016.
| nº | Titolo originale    | Titolo italiano       | Prima TV (originale) | Prima TV (Italia) |
| -- | ------------------- | --------------------- | -------------------- | ----------------- |
| 61 | Gretas Hochzeit     | Le nozze di Greta     | 17 gennaio 2016      | 18 agosto 2018    |
| 62 | Familienbande       |                       | 13 marzo 2016        |                   |
| 63 | Alle lieben Elin    | Tutti pazzi per Elin  | 10 aprile 2016       | 1º settembre 2017 |
| 64 | Liebe lebt weiter   | L'amore non muore mai | 15 maggio 2016       | 13 agosto 2018    |
| 65 | Willkommen im Leben | Nuovi amori           | 9 ottobre 2016       | 21 agosto 2017    |
| 66 | Zurück ins Morgen   | Ritorno a casa        | 4 dicembre 2016      | 23 agosto 2018    |

## Quattordicesima stagione
La quattordicesima stagione della serie televisiva Inga Lindström, formata da 6 episodi, è stata trasmessa su ZDF dal 15 gennaio al 3 dicembre 2017.
| nº | Titolo originale            | Titolo italiano          | Prima TV (originale) | Prima TV (Italia) |
| -- | --------------------------- | ------------------------ | -------------------- | ----------------- |
| 67 | Tanz mit mir                | Segreti di famiglia      | 15 gennaio 2017      | 30 agosto 2018    |
| 68 | Liebesreigen in Samlund     |                          | 12 febbraio 2017     |                   |
| 69 | Kochbuch der Liebe          | Una blogger in cucina    | 14 maggio 2017       | 16 giugno 2020    |
| 70 | Das Postboot in den Schären | Una sorpresa dal passato | 1º settembre 2017    | 9 agosto 2018     |
| 71 | Das Haus am See             | La casa sul lago         | 29 ottobre 2017      | 18 agosto 2018    |
| 72 | Verliebt in meinem Chef     | Incanto d'amore          | 3 dicembre 2017      | 26 luglio 2018    |

## Quindicesima stagione
La quindicesima stagione della serie televisiva Inga Lindström, formata da 6 episodi, è stata trasmessa su ZDF e ORF dal 10 gennaio al 2 dicembre 2018. In Italia è stata trasmessa parzialmente a luglio 2019 su Canale 5 in fascia pomeridiana, e poi replicata negli anni successivi.
| nº | Titolo originale                     | Titolo italiano           | Prima TV (originale) | Prima TV (Italia) |
| -- | ------------------------------------ | ------------------------- | -------------------- | ----------------- |
| 73 | Entscheidung für die Liebe           | Scelta d'amore            | 10 gennaio 2018      | 20 marzo 2021     |
| 74 | Lilith und die Sache mit den Männern | Screzi d’amore            | 11 febbraio 2018     | 2 luglio 2019     |
| 75 | Vom Festhalten und Loslassen         | Tutta la verità           | 29 agosto 2018       | 9 luglio 2019     |
| 76 | Die andere Tochter                   | L'altra figlia            | 30 settembre 2018    | 16 luglio 2019    |
| 77 | Die Braut vom Götakanal              | Una sposa in fuga         | 28 ottobre 2018      | 24 luglio 2020    |
| 78 | Das Geheimnis der Nordquists         | Il segreto dei Nordquists | 2 dicembre 2018      | 28 luglio 2020    |

### L'altra figlia
- Diretto da: Stefanie Sycholt
- Interpreti principali: Paula Schramm (Jette), Max Woelky (Steffen), Marion Kracht (Lillemor), Leonard Lansink (Henrik), Tobias van Dieken (Malte), Nina Brandt (Nele), Franz Xaver Brückner (Tom), Eva Maria Bayerwaltes (Tante Bea), Stephen Benson (Knut Kronberg), Fredrik Wagner (Manager Sven)

Jetta, orfana di madre, ha abbandonato la sua carriera per assistere il padre Henrik, vecchio pescatore che sta perdendo la vista. Un giorno riceve una lettera in cui le viene comunicato che è stata scambiata alla nascita, e che le sue vere origini sono quelle di una ricca famiglia della zona, i Borgen. Quando però cerca di conoscere i suoi genitori biologici, viene bloccata dall'intervento di un avvocato, assunto dai suoi fratelli che non vogliono dividere con lei l'eredità.

## Sedicesima stagione
La sedicesima stagione della serie televisiva Inga Lindström, formata da 5 episodi, è stata trasmessa su ZDF e ORF dal 20 gennaio al 6 novembre 2019. In Italia è stata trasmessa parzialmente a novembre 2019 su La5.
| nº | Titolo originale         | Titolo italiano          | Prima TV (originale) | Prima TV (Italia) |
| -- | ------------------------ | ------------------------ | -------------------- | ----------------- |
| 79 | Heimkehr                 | Il ritorno di Ellen      | 20 gennaio 2019      | 25 agosto 2020    |
| 80 | Auf der Suche nach Dir   | Alla ricerca di te       | 13 marzo 2019        | 19 novembre 2021  |
| 81 | Klang der Sehnsucht      | Il suono della nostalgia | 8 settembre 2019     | 1º settembre 2020 |
| 82 | Ausgerechnet Söderholm   | Benvenuta a Söderholm    | 19 ottobre 2019      | 26 novembre 2021  |
| 83 | Familienfest in Sommerby | Estate a Sommerby        | 6 novembre 2019      | 31 ottobre 2022   |

## Diciassettesima stagione
La diciassettesima stagione della serie televisiva Inga Lindström, formata da 3 episodi, è stata trasmessa su ZDF e ORF dal 4 gennaio al 29 novembre 2020.
| nº | Titolo originale     | Titolo italiano   | Prima TV (originale) | Prima TV (Italia) |
| -- | -------------------- | ----------------- | -------------------- | ----------------- |
| 84 | Feuer und Glas       |                   | 4 gennaio 2020       |                   |
| 85 | Liebe verjährt nicht | L'amore ritrovato | 15 marzo 2020        | 6 luglio 2021     |
| 86 | Das gestohlene Herz  | Cuore rubato      | 29 novembre 2020     | 29 giugno 2021    |

## Diciottesima stagione
La diciottesima stagione della serie televisiva Inga Lindström, formata da 6 episodi, è stata trasmessa su ZDF e ORF dal 2 gennaio al 28 novembre 2021.
| nº | Titolo originale          | Titolo italiano      | Prima TV (originale) | Prima TV (Italia) |
| -- | ------------------------- | -------------------- | -------------------- | ----------------- |
| 87 | Das Haus der 1000 Sterne  | L'amore è per sempre | 2 gennaio 2021       | 22 giugno 2021    |
| 88 | Geliebter Sven            |                      | 10 marzo 2021        |                   |
| 89 | Der schönste Ort der Welt |                      | 26 maggio 2021       |                   |
| 90 | Wilde Zeiten              |                      | 5 agosto 2021        |                   |
| 91 | Hochzeitsfieber           |                      | 3 novembre 2021      |                   |
| 92 | Rosenblüten im Sand       |                      | 28 novembre 2021     |                   |

## Diciannovesima stagione
La diciannovesima stagione della serie televisiva Inga Lindström, formata da 2 episodi, è stata trasmessa su ZDF dal 16 gennaio al 27 marzo 2022.
| nº | Titolo originale        | Titolo italiano | Prima TV (originale) | Prima TV (Italia) |
| -- | ----------------------- | --------------- | -------------------- | ----------------- |
| 93 | Schmetterlinge im Bauch |                 | 16 gennaio 2022      |                   |
| 94 | Geliebter Feind         |                 | 27 marzo 2022        |                   |